# 橋本英郎
橋本英郎（1979年5月21日—） ，已退役日本足球運動員，司職中場，前日本國家足球隊成員。另外他也有大阪市立大學經濟學位。

## 俱樂部生涯
1979年5月21日出生于大阪，毕业于大阪市立大学，1998年加入职业球队大阪飞脚，2012年转投神户胜利船。
桥本英郎是大阪飞脚的主力后腰，2008年赛季在世俱杯中曾经对阵曼联时有一次助攻和一个进球。上赛季日职联赛中，他曾经连续6场比赛打进了8球，扳平了俱乐部的连续进球纪录。2010年桥本英郎帮助大阪飞脚在联赛获得第2名。
大阪樱花官方宣布神户胜利船中场桥本英郎正式加盟。
东京绿茵与球队中场球员桥本英郎完成了新赛季的契约更新。桥本在2017赛季共出战日乙联赛26场，天皇杯1场。

## 國家隊生涯
2007年6月1日友谊赛对黑山接替铃木启太上阵，之后代表日本参加2007年亚洲杯。

## 榮譽
- 亞足聯冠軍聯賽 – 2008
- 日本職業足球聯賽第一級 – 2005（英语：2005 J.League）
- 天皇杯 – 2008, 2009（英语：2009 Emperor's Cup）
- 日本聯賽盃 - 2007（英语：2007 J.League Cup）
- 日本超級盃 - 2007

## 外部連結
- 東京ヴェルディによる公式プロフィール
- 橋本英郎公式サイト「絆」 （页面存档备份，存于）
- 橋本英郎 – FIFA國際賽競賽紀錄 (存檔)（英文）
- 日本職業足球聯賽中的橋本英郎 （日語）
- 株式会社ベンヌ （页面存档备份，存于） (所属マネージメント会社)
- ソル・スポーツマネージメント （页面存档备份，存于） (所属マネージメント会社)